# Ratnasiri Wickremanayake
Ratnasiri Wickremanayake (in singalese රත්නසිරි වික්‍රමනායක; in tamil ரத்னசிறி விக்கிரமநாயக்க; 5 maggio 1933 – 27 dicembre 2016) è stato un politico singalese.

## Biografia
Rappresentante del Partito della Libertà dello Sri Lanka, fu Primo ministro dello Sri Lanka dall'agosto 2000 al dicembre 2001 e nuovamente dal novembre 2005 all'aprile 2010.
Dal dicembre 2001 al gennaio 2002 ricoprì il ruolo di capo dell'opposizione.